# Everything (It's you)
《Everything (It's you)》，是日本樂團Mr.Children的第13張單曲。1997年2月5日發行。

## 簡介
在Mr.Children人氣鼎盛卻突然宣布停止活動之前發行。
歌名「Everything (It's you)」與他們的第一張原創音樂專輯《EVERYTHING》相同。
發售後連續兩週取得Oricon公信榜單曲週榜冠軍，總銷量達121.7萬張，是1997年度日本單曲銷量第8位。

## 收錄曲目
1. Everything (It's you)
作詞、作曲：櫻井和壽；編曲：小林武史 & Mr.Children
日本電視台電視劇《愛情遊戲》主題曲
2. Derumo（デルモ）
作詞、作曲：櫻井和壽；編曲：小林武史 & Mr.Children

## 外部連結
- 唱片介紹（页面存档备份，存于） Mr.Children官方網站